# The Continuing Story of Bungalow Bill
A The Continuing Story of Bungalow Bill John Lennon dala (Lennon–McCartney szerzeményként jelölték meg), amelyet az angol The Beatles rockegyüttes adott ki 1968-as The Beatles (vagy más néven Fehér Album) dupla nagylemezén. A dalt 1968. október 8-án vették fel az EMI Studiosban, és ugyanazon a napon elkészült (beleértve az összes hanghatást is). Az együttes a Lennon által komponált I'm So Tired című dalt is ugyanezen a napon rögzítette. Lennon mellett a dalban Yoko Ono is énekel, és így ez az egyetlen olyan dal, amelyet az együttes rögzített, de más énekel rajta.

## Szerkezete
A dal egy fiatal amerikai, Richard A. Cooke III, becenevén Rik tetteit gúnyolja ki, aki meglátogatta anyját, Nancy Cooke de Herrerát Maharisi Mahes jógi risikési ásramjában a Beatles ott-tartózkodása idején. A nő úgy vélte, mind ő, mind fia baráti kapcsolatokat ápolt a Beatle-kkel, kivéve Lennont, aki Cooke de Herrera szerint ugyan „zseni” volt, de távolságtartó, és megvetette a vagyonos nőt, valamint úrigyerek főiskolás fiát. A Nancyról szóló Beyond Gurus című életrajzi könyv szerint a dal akkor keletkezett, amikor többedmagukkal elefántháton elhagyták a tábort, hogy tigrisre vadásszanak (amit indiai vezetőjük régi hagyományként tüntetett fel). Az elefántokat megtámadta egy tigris, Rik pedig lelőtte. Rik eleinte büszke volt gyors reakciójára, és egy fényképen is pózolt a tetemmel, később azonban összezavarta az élmény és soha többé nem vadászott. Anyja szerint minden jelenlévő felismerte Rik fellépésének szükségességét, egyedül Lennon reakciója volt lenéző és gúnyos, amikor megkérdezte Riktől: "De nem gondolod ezt kissé életellenesnek?" A dallal Lennon Rik hősködését és szűklátókörűségét gúnyolta ki.
Lennon később egy Playboy-interjúban elmesélte saját változatát a történetről, ami szerint: "A Bungalow Bill egy pasasról szól Maharisi meditációs táborából, aki rövid időre elhagyta a tábort, hogy tigrisekre lövöldözzön, és eközben rátalált Istenre. Volt ugye korábban az a Jungle Jim nevű figura, őt gyúrtam össze Buffalo Bill. Volt a dalban némi gyermeteg társadalombírálat is, egy kis humorral fűszerezve." Mia Farrow, aki szintén az ásramban volt ebben az időszakban, alátámasztotta Lennon történetét saját önéletrajzában: "Ekkor egy önhitt, középkorú amerikai nő érkezett a fiával, egy Bill nevű nyájas fiatalemberrel együtt, akik egy halomnyi poggyászt vittek át a Maharisi melletti új privát bungalójukba. Az emberek menekültek ettől a jövevénytől, és senki sem bánta meg, amikor rövid idő után elhagyta a helyet, hogy tigrisvadászatra menjen, és nem tudta, hogy jelenlétük egy új Beatles-dalt ihletett, a „Bungalow Bill-t”.

## Zenei szerkezete
A dal egy flamenco gitármondattal kezdődik, amelyet Chris Thomas stúdiómérnök előre felvett ritmusok és frázisok szokásos Mellotron adatbankjából játszott le. Nem ismert, hogyan választották ki a mintát. A szólóban a fríg mód mind a hét hangja megtalálható, köztük egy spanyol hangzású ♭II, egy természetes hetedik a harmonikus moll skálából és egy blues hangzású ♭5. Néhány újrakiadott CD-n ez a szóló zárja az előző számot, a Wild Honey Pie dalt. A nyitó gitárszólót egy C-dúr kórus követi, a V (G a "Bungalow"-on) és az iv (Fm a "What do you") között váltakozva. Az alábbiakban egy viszonylag kisebb zenei híd kezdődik Am-mel (a „He got out”), majd ♭VI-re (F az „elephant”-on) és ♭VII-re (G a „gun”-ra) vált. Lennon ezután egy V-t (E az "all-american" sornál) ♭VII-t (G a "bullet-headed" sornál), i-t (Am a "Saxon-mother's") és ♭VI-t (Fm a "son"-on) használ, hogy visszatérjen a C-dúr kulcs. Az együttes mind a négy tagja, Ringo akkori felesége, Maureen és Yoko Ono énekelnek. A Mellotron ismét megjelenik a sorok alatt, amelyeket Lennon játszik mandolin mintákkal, és az utójáték alatt, amelyet Thomas játszik harsona mintákkal. Lennon elsődleges énekelt a felvételen. Mint a Lennon vagy Paul McCartney által írt Beatles-dalok többsége, ez is Lennon–McCartney szerzeményként tekinthető.

## Öröksége
A fejek forradalma című könyvében Ian MacDonald úgy írja le a dalt, mint „banális, lábdobogtató dalocskát”.
Az album megjelenésének 50. évfordulójával egy időben Jacob Stolworthy, a The Independent munkatársa a The Continuing Story of Bungalow Bill-t a 24. helyre sorolta a White Album 30 számának rangsorában. Egyetértett Lennon kijelentésével, miszerint a dal „egy kicsit szórakoztató”, és „annak ellenére, hogy korán érkezett, a „Bungalow Bill” hangszínváltó furcsaság szeleteként marad az elmében."

## Közreműködött
Ian MacDonald szerint:
- John Lennon – ének, akusztikus gitár, Hammond-orgona, Mellotron
- Paul McCartney – vokál, basszusgitár
- George Harrison – vokál, akusztikus gitár
- Ringo Starr – vokál, dob, tamburin
- Chris Thomas – Mellotron
- Yoko Ono – társének, vokál
- Maureen Starkey (és mások) – vokál

## Feldolgozások
Phish

## Fordítás
Ez a szócikk részben vagy egészben  a   The Continuing Story of Bungalow Bill című angol Wikipédia-szócikk fordításán alapul.  Az eredeti cikk szerkesztőit annak laptörténete sorolja fel. Ez a jelzés csupán a megfogalmazás eredetét és a szerzői jogokat jelzi, nem szolgál a cikkben szereplő információk forrásmegjelöléseként.

### Angol nyelvű
- Cabrera, Enrique: Only Some Northern Songs in The Beatles Archiválva 2021. augusztus 1-i dátummal a Wayback Machine-ben Only Some Northern Songs. 2009. november 10-ei állapot
- Sheff, David: All We Are Saying: The Last Major Interview with John Lennon and Yoko Ono. New York: St. Martin's Press, 2000. ISBN 0-312-25464-4

### Magyar nyelvű
- Bánosi György – Tihanyi Ernő: Beatles zenei kalauz. Az együttzenélés és a szólóévek. 1958–1999. Budapest: Anno Kiadó, 1999. ISBN 963-853-895-3
- Ian Macdonald: A fejek forradalma. A Beatles és a hatvanas évek. (ford. Révbíró Tibor) Budapest: Helikon Kiadó, 2015. ISBN 978-963-227-468-3
- Marsi József: Beatles Kódex – A Beatles együttes teljes életművének enciklopédiája, (bővített kiadás) Könyvműhely, Budapest, 2022. ISBN 978-615-01-5036-9
- The Beatles. Antológia; szerk. Brian Roylance et al., ford. Árokszállásy Zoltán, Béresi Csilla; Kossuth, Budapest, 2001. ISBN 963-09-4258-5

## Külső hivatkozások
Allan W. Pollack megjegyzései a The Continiuing Sotry of Bungalow Bill dalhoz
Weboldal Richie A. Cooke-ról, aki a dalhoz adta az ihletet